# Liga Canadiense de Hockey
La Liga Canadiense de Hockey (o CHL) es una organización paraguas para las ligas juveniles de hockey sobre hielo en Canadá. Hay tres ligas con el CHL: la Liga de Hockey del Oeste, la Liga de Hockey de Ontario y la Liga Mayor de Hockey Junior de Quebec. Las tres ligas tienen un total de sesenta equipos, cincuenta y dos en Canadá y ocho en Estados Unidos. Al final de la temporada de ligas, los campeones de liga juegan para la Copa Memorial, como campeones de la CHL.
- Datos: Q847451
- Multimedia: Canadian Hockey League / Q847451